# Bryan Steil
Bryan George Steil, född 3 mars 1981 i Janesville i Wisconsin, är en amerikansk politiker (republikan). Han är ledamot av USA:s representanthus sedan 2019.
Paul Ryan ställde inte upp för omval i mellanårsvalet 2018. Steil besegrade demokraten Randy Bryce och efterträdde Ryan som kongressledamot.